# Есенов, Шахмардан Есенович
Шахмардан Есенович Есенов (5 августа 1927, Шиелийский район, Кзыл-Ординская область — 24 августа 1994, Алма-Ата) — советский геолог, научный и государственный деятель Казахской ССР и Казахстана, Министр геологии Казахской ССР (1961—1967, 1974—1978), академик АН КазССР (1967), президент Академии наук Казахской ССР (1967—1974) доктор геолого-минералогических наук (1970), лауреат Ленинской премии (1966), лауреат Государственной премии КазССР (1972). Кандидат в члены ЦК КПСС (1971—1976). Внёс большой вклад в развитие геологической науки и геологической службы Казахстана.

## Биография
Происходит из рода бултын кыпшак Среднего жуза.
В 1944 году окончил педагогический техникум в Кызыл-Орде. В 1949 году окончил Казахский горно-металлургический институт). Работал сначала геологом в Джезказганской комплексной геолого-разведочной экспедиции, затем главным инженером Джезказганской комплексной геологоразведочной экспедиции.
В 1953 году Шахмардан Есенов был избран депутатом Джезгазганского районного Совета по избирательному округу 45, в 1955 — депутатом Джезгазганского городского Совета по избирательному округу 144.
В 1959 году избран депутатом Верховного Совета КазССР 5 созыва по Чулак-Таускому избирательному округу. В 1960 году избран членом Всесоюзного общества «Знание».
С 1960 года Шахмардан Есенов был назначен на должность заместителя министра геологии КазССР, а с 1961 по 1965 год занимал пост министра геологии Казахской ССР, став самым молодым министром в истории СССР, вступив в должность в 33 года.
В 1961 году избран членом ЦК Компартии Казахстана на 11 съезде КПК. В 1962 году избран членом ЦК профсоюза рабочих геологоразведочных работ.
По многочисленным свидетельствам современников и коллег, в частности академика С. Сартаева (со ссылкой на бывшего помощника Л. И. Брежнева доктора наук Федюкина) и других, в 1962 году, после обнаружения на полуострове Мангышлак больших запасов нефти и газа у Хрущёва появилась идея передать этот регион в состав Азербайджана или Туркменистана, ссылаясь на больший опыт этих республик в разработке нефтяных месторождений.
Динмухамед Кунаев поручил Шахмардану Есенову не допустить передачи Мангышлака другой республике.
Есенов пользовался авторитетом и доверием у союзного руководства, научной и государственной элиты за талант, харизму, интеллигентность и высочайший профессионализм. Этот вопрос обсуждался на закрытом объединённом заседании Президиума Верховного Совета и Совета Министров СССР. После вступительного слова Н. С. Хрущева выступил министр геологии Казахской ССР Шахмардан Есенов. Он аргументированно обосновал необходимость оставить Мангышлакский регион в составе Казахской ССР, показав, что у Казахстана хватит научного и производственного потенциала развивать и осваивать этот регион. Первый заместитель Председателя Совета Министров СССР Алексей Косыгин поддержал Шахмардана Есенова, как и большинство присутствовавших, убежденных презентацией Есенова и проголосовавших за сохранение статус-кво Мангышлака. Это решение было не просто историческим, сохранив для Казахстана важнейшую его часть. Во многом это был прецедент демократического противостояния властной вертикали и её решениям. По свидетельству очевидцев, крайне раздосадованный таким ходом событий Первый секретарь ЦК КПСС Никита Хрущев бросил реплику Алексею Косыгину: «Ты займись своим ситцем» (намек на опыт работы Косыгина текстильщиком).
В 1963 году Есенов вновь был избран депутатом Верховного Совета Казахской ССР 6 созыва. Защитил кандидатскую диссертацию на тему методики поиска и разведки месторождений полезных ископаемых.
В 1965 году Есенов был назначен на должность заместителя Председателя Совета Министров КазССР, где руководил отраслями тяжелой промышленности Республики, развитием сырьевой базы важнейших для страны производств. В том же году избран депутатом Верховного Совета Каз ССР от Карагандинского Ленинского избирательного округа.
В 1965—1967 годах — председатель Производственного геологического комитета КазССР, директор Института геологических наук АН КазССР. В 1966 году избран членом ЦК Компартии Казахстана на 12 съезде КПК. В 1967 году избран Председателем Верховного Совета КазССР, избран академиком Академии наук КазССР.
В 1967 году был избран президентом Академии наук КазССР и одновременно директор Института геологических наук АН КазССР (1967—1974). В 1970 году избран депутатом Верховного Совета КазССР 8 созыва от Кустанайского избирательного округа.
В том же 1970 году защитил в Москве диссертацию на соискание ученой степени доктора геолого-минералогических наук по геологии, металлогении и методике поисков и разведки месторождений типа медистых песчанников (жезгазганского типа), где всесторонне обоснованы положения о генезисе и промышленных перспективах этого типа месторождений в Казахстане. В том же году ему присвоено звание профессора.
В 1971 году был избран кандидатом в члены ЦК КПСС на XXIV съезде партии. Избран депутатом Верховного Совета КазССР по Абайскому округу. В том же году избран Председателем Верховного Совета КазССР 8 созыва.
В 1972 году назначен председателем Комитета по Государственным премиям КазССР в области науки и техники, избран членом ЦК Компартии КазССР на 13 съезде КПК. В 1974 году избран действительным членом Географического общества СССР.
С 1974 года снова стал министром геологии Казахской ССР.
В 1975 году избран депутатом Верховного Совета КазССР 9 созыва от Карагандинского Заводского избирательного округа. В 1976 году избран членом Ревизионной комиссии КПК на 14 съезде компартии КазССР. В 1977 году избран членом Центрального комитета профсоюза рабочих геологоразведочных работ на 15 съезде профсоюзов. В 1983 году окончил факультет повышения квалификации Московского геологоразведочного института.
С 1978 года и до самой смерти — профессор, заведующий кафедрой Казахского политехнического института (1978—1994).
Скончался 24 августа 1994 года, похоронен на Кенсайском кладбище.

## Основные научные работы
- Методика поисков и разведки месторождений родусит-асбеста. Алма-Ата, 1965, (соавтор)
- Геологическая карта КазССР. Ленинград, 1965.
- Геолого-структурные особенности и методика разведки Джезказганского рудного поля. Алма-Ата, 1968.
- Недра Казахстана. Алма-Ата, 1968, (соавтор)
- Проблемы геологии Казахстана. Алма-Ата, 1968.
- Научно-технический прогресс в народном хозяйстве Казахской ССР. Алма-Ата, 1972.
- Наука и природные ресурсы Казахстана. Алма-Ата, 1972.
- Нефте-нефтяные науки. Гурьев, 1989.

## Оценки и признание
Шахмардан Есенов наряду с Канышем Сатпаевым и Евнеем Букетовым считается одним из самых выдающихся казахстанских ученых. Благодаря плодотворной деятельности Шахмардана Есенова и при его активном участии были открыты и разработаны крупнейшие месторождения природных ресурсов (нефть, газ, медь и др.) — Жезказган, Жанаозен, Каражанбас, Жетыбай, Каламкас, Бозащы и др. и, соответственно, созданы производственные комплексы, составляющие на сегодня основу экономики Казахстана.
Шахмардан Есенов считается одним из самых талантливых, успешных и любимых учеников выдающегося казахстанского геолога Каныша Сатпаева, направившего в 1949 году молодого горного инженера в Жезказганскую комплексную геологоразведочную экспедицию, заложившую основы современного горнорудного комплекса в этом регионе — одного из крупнейших медедобывающих и медеплавильных в мире.
По словам коллег, знаменитый советский государственный деятель Ефим Славский, трижды Герой Социалистического Труда, один из руководителей проекта по созданию советского ядерного оружия, считал, что как минимум одно его звание Героя социалистического труда должно принадлежать Шахмардану Есенову — за открытые в Мангистауской области нефтегазоносные месторождения и создание там основы развития региона.
Методика оценки и разведки, применявшаяся Есеновым нередко противоречили установившимся в то время нормам и инструкциям, но она во много раз выиграла во времени и дала огромный экономический эффект.
В 1995 году в целях увековечения памяти Шахмардана Есеновича Есенова постановлением кабинета министров Республики Казахстан Актауский политехнический институт был переименован в Актауский политехнический институт имени Ш. Есенова. С тех пор главный вуз Мангистауской области носит имя Есенова.
В 2013 году был основан Научно-образовательный фонд им. академика Шахмардана Есенова.

## Награды
Награждён двумя орденами Ленина, медалями, двумя Почётными грамотами Верховного Совета КазССР.
Лауреат Ленинской премии (1966) за открытие нефтяных месторождений на Мангышлаке.
Лауреат премии АН КазССР имени Ч. Ч. Валиханова (1971).
Лауреат Государственной премии КазССР (1972).

## Семья
Имеет трех сыновей и дочь, внук — бизнесмен Есенов Галимжан.